# Michele Azzola
Michele Azzola (Gemona del Friuli, 26 agosto 1954) è un ex lottatore italiano.

## Biografia
Nato a Gemona del Friuli, in provincia di Udine, nel 1954, originario di Pontebba, gareggiava nella lotta libera, nella categoria di peso dei pesi mediomassimi (90 kg), membro del Gruppo Sportivo Nazionale dei Vigili del Fuoco.
Dopo aver giocato ad hockey su ghiaccio in gioventù, ha iniziato a praticare la lotta nel 1974, a 20 anni, durante il servizio militare.
Nel 1979 ha vinto la medaglia d'argento nei 90 kg ai Giochi del Mediterraneo di Spalato, battuto solo dal turco Halil Aras.
Quattro anni dopo, nella stessa competizione, a Casablanca 1983, si è invece imposto, sempre nei 90 kg, vincendo l'oro davanti al greco Iraklis Deskoulidis e al turco İsmail Temiz.
Dopo aver saltato le Olimpiadi di Mosca 1980, nel contesto del boicottaggio del blocco occidentale, in quanto tesserato di gruppo sportivo militare, a 29 anni ha partecipato ai Giochi olimpici di Los Angeles 1984, nei 90 kg, perdendo ai punti il primo turno contro il giapponese Akira Ōta, poi argento, vincendo il secondo per schienata sull'indiano Jai Prakash, ma perdendo il terzo, sempre per schienata, contro il britannico Noel Loban, poi bronzo.
Agli Europei ha chiuso nono a Sofia 1978, settimo a Prievidza 1980 e quinto a Jönköping 1984. Oltre alle due medaglie conquistate ha preso parte ad altri due Giochi del Mediterraneo, terminando settimo ad Algeri 1975 e quinto a Laodicea 1987.
Ha chiuso la carriera nel 1990, a 36 anni, rimanendo a lavorare come vigile del fuoco.
Dopo il ritiro ha aperto un'osteria a Dogna, apparsa nel programma televisivo Camionisti in trattoria.

## Palmarès

### Giochi del Mediterraneo
- 2 medaglie:
  - 1 oro (Libera 90 kg a Casablanca 1983)
  - 1 argento (Libera 90 kg a Spalato 1979)